# 2936 Nechvíle
2936 Nechvíle là một tiểu hành tinh vành đai chính với chu kỳ quỹ đạo là 1601.2312401 ngày (4.38 năm).
Nó được phát hiện ngày 17 tháng 9 năm 1979.